# 肯·沃克
肯·沃克（英語：Ken Wark，1961年8月3日—），澳大利亚男子曲棍球运动员。他曾代表澳大利亚国家队参加1988年、1992年和1996年夏季奥林匹克运动会曲棍球比赛，获得一枚银牌和一枚铜牌。